# Moustapha Dione
Moustapha Dione (8 de agosto de 1990) es un deportista senegalés que compitió en judo. Ganó una medalla de bronce en el Campeonato Africano de Judo de 2011 en la categoría de –60 kg.

## Palmarés internacional
| Campeonato Africano | Campeonato Africano | Campeonato Africano | Campeonato Africano |
| Año                 | Lugar               | Medalla             | Categoría           |
| ------------------- | ------------------- | ------------------- | ------------------- |
| 2011                | Dakar (Senegal)     | Medalla de bronce   | –60 kg              |